# Slobodno zidarstvo i žene
Slobodno zidarstvo ima složen odnos sa ženama koji se proteže kroz stoljeća. Povijesno gledano, prisutnost žena u operativnom zidarstvu, kao i na gradilištima, dokumentirana je još od 13. stoljeća. Premda ženama nije bilo strogo zabranjeno sudjelovati, njihov opći društveni status često je uvjetovao stroga ograničenja pod kojima su mogle pripadati cehovima.
U spekulativnom slobodnom zidarstvu, prva zabilježena inicijacija žene dogodila se oko 1712. godine u Irskoj, kada je Elisabeth Aldworth primljena pod izvanrednim okolnostima. No, 1717. godine, osnivanjem prve velike lože u Engleskoj i donošenjem Andersonovih Konstitucija, formalno je zabranjeno primanje žena u masonske lože. Taj status quo ostao je na snazi sve do 1882. godine, kada je u Francuskoj Maria Deraismes inicirana u ložu.
Francusko slobodno zidarstvo donijelo je značajne promjene tijekom 18. stoljeća, osobito kroz "lože posvojenja", koje su omogućile članstvo slobodnim zidarima i njima bliskim ženama (supruge ili kćeri). Ove lože funkcionirale su kao paralelan sustav stupnjeva koji nije bio povezan s tradicionalnim masonskim obredima. U 20. stoljeću, "lože posvojenja" evoluirale su u isključivo ženske lože, a kasnije su prihvatile muške obrede, što je dovelo do formiranja francuske ženske masonerije 1950-ih godina. U međuvremenu, krajem 19. stoljeća u Francuskoj su se pojavile mješovite lože koje su prakticirale standardne masonske obrede. Ovaj model brzo se proširio na druge zemlje. Također, u Sjedinjenim Američkim Državama pojavili su se obredi slični onima u "ložama posvojenja", poput Reda istočne zvijezde, koji su omogućili sudjelovanje slobodnih zidara i njima bliskih žena u zajedničkim ritualima. 
Proces uključivanja žena u slobodno zidarstvo nastavio se razvijati tijekom 20. stoljeća. Feministički pokreti, koji su često bili povezani s ovim promjenama, pridonijeli su stvaranju prvih isključivo ženskih velikih loža te jačanju mješovitih masonskih tijela. Danas se ženama omogućuje sudjelovanje u mnogim masonskim obedijencijama, posebno u Europi, gdje su mješovite i ženske lože dio adogmatskog ili liberalnog slobodnozidarskog pokreta. Međutim, u regularnom slobodnom zidarstvu, pod patronatom Ujedinjene velike lože Engleske, žene nisu službeno priznate kao članice. Ipak, njihov status kao slobodnih zidarica, osobito onih iniciranih u mješovitim obedijencijama, više se ne osporava, čime se priznaje njihov doprinos i prava unutar globalne slobodnozidarske zajednice.

## Žene u operativnom zidarstvu
U srednjovjekovnoj i renesansnoj Europi žene su bile pravno podložne svojim očevima, a nakon udaje svojim muževima. Njihov status u obrtima ovisio je o lokalnom tumačenju pojma femme sole, što je bio pravni izraz za samostalnu ženu, najčešće udovicu obrtnika koja je smjela nastaviti mužev posao nakon njegove smrti. Takve su žene često uživale prava i privilegije ceha ili obrtničke korporacije kojemu su pripadale. Rjeđe su neudane žene uspijevale u obrtima svojih očeva, a iznimke su se uglavnom odnosile na tradicionalne ženske obrte, poput krojaštva i trgovine svilom.
Primjeri žena u zidarskim obrtima mogu se naći u raznim povijesnim izvorima. Gunnilda, žena zabilježena kao klesarica u Norwichu, pojavljuje se u Calendar for Close Rolls iz 1256. godine. Pretpostavlja se da je Sabina iz Štajnbaha, kći arhitekta, radila na katedrali u Strasbourgu početkom 14. stoljeća, iako se prvi spomen njezina rada pojavljuje tek 300 godina kasnije, što čini tu tvrdnju kontroverznom. U Engleskoj se tragovi sudjelovanja žena pojavljuju u Rukopisu Regius (oko 1390.–1425.) i u zapisima ceha pri katedrali u Yorku iz 1408. godine. Žene su također obnašale administrativne uloge u londonskoj cehovskoj organizaciji Mason's Company, čime su uživale povlastice članstva.
Posebno zanimljiv slučaj zabilježen je u Yorčkom rukopisu br. 4 iz 1693. godine, koji uključuje frazu "hee or shee that is to be made mason" ("on ili ona koji trebaju biti primljeni kao zidari"). Dok su neki istraživači to smatrali tiskarskom greškom, ugledni masonski povjesničar Adolphus F. A. Woodford prepoznao je autentičnost ove izjave.
U 16. i 17. stoljeću, status žena među zidarima u Britaniji bio je sličan onome opisivanom u zapisima Lože "Edinburgh" (Marijina kapela) u Edinburghu. Udovice majstora klesara mogle su primati narudžbe od starih klijenata svojih muževa, pod uvjetom da su zapošljavale putujuće majstore lože kako bi nadgledali radove.
Premda su žene u operativnom zidarstvu igrale marginalnu ulogu, ovi povijesni primjeri svjedoče o njihovom doprinosu obrtničkoj tradiciji, što je kasnije poslužilo kao osnova za njihovu postepenu integraciju u spekulativno slobodno zidarstvo.

## Žene u slobodnom zidarstvu

### 18. stoljeće
Prvi zabilježeni primjeri žena u slobodnom zidarstvu potječu s početka 18. stoljeća, kada je Elisabeth Aldworth, mlada irska aristokratkinja rođena 1693. godine, postala prva inicirana žena. Njezin otac, I. vikont Doneraile, i braća bili su članovi Lože br. 44, koja je održavala svoje sastanke u obiteljskom domu, na imanju Doneraile. Oko 1712. godine, Aldworth je, skrivena u susjednoj knjižnici, promatrala masonski obred kroz rupu u zidu koja je nastala tijekom radova. Nakon što je otkrivena, ponuđen joj je izbor između inicijacije i smrti. Prihvatila je inicijaciju i ostala članicom lože sve do svoje smrti u dobi od 80 godina. Iako legende obavijaju okolnosti njezina primanja, natpis na njezinu nadgrobnom spomeniku u katedrali Sv. Finbara u Corku potvrđuje: "Inicirana u slobodno zidarstvo u Loži br. 44 na imanju Doneraile, u ovom okrugu, 1712. godine."
Unatoč iznimnim slučajevima poput Elisabeth Aldworth, prisutnost žena u ložama u to doba ostala je marginalna. Glavni razlog tome bio je društveni i pravni status žena, koje su se smatrale maloljetnima pod zakonom, podložnima autoritetu svojih očeva ili muževa. Tekstovi koji su temelj slobodnog zidarstva iz ranog 18. stoljeća, poput Andersonovih Konstitucija iz 1723. godine od prve Velike lože Engleske, formalizirali su ovu isključenost. Članak III. navodi:
»Članovi lože moraju biti dobri i lojalni muškarci, rođeni slobodni, zrele dobi, moralno ispravni, ne robovi, ne žene, niti nemoralni ili skandalozni ljudi, već dobrog ugleda.«
Slične odredbe sadržavale su i Ahiman Rezon konstitucije iz 1756. godine, koje je sastavila rivalska Drevna velika loža Engleske pod vodstvom Laurencea Dermotta. Te su odredbe definirale slobodnog zidara kao muškarca rođenog slobodnog, zrele dobi i dobrog ugleda, "zdravog tijela, bez tjelesnih deformacija; žene i eunuhe nisu prihvaćeni."
Na kontinentu, posebno u Francuskoj, Vitez Ramsay 1736. godine u svom poznatom govoru također je podržao isključenje žena, opravdavajući to zaštitom "čistoće naših načela i običaja". Njegovi stihovi naglašavaju strah od unošenja emocionalnih veza u bratstvo:
»Ako je spol isključen, neka ne strepi,
Nije to uvreda njegovoj vjernosti;
Već se strahuje da čari ljubavi,
Ne izazovu zaborav na bratstvo.«
Ova isključenost, koja je u početku bila jednostavna, tijekom 18. stoljeća prerasla je u antifeminističku literaturu unutar masonskih krugova. U Apologiji za red slobodnih zidara iz 1742. godine autor nudi niz opravdanja za isključenje žena, navodeći njihovu ovisnost o muškarcima i tvrdeći da bi njihovo sudjelovanje izazvalo nepogodnosti u njihovim svakodnevnim životima. Unatoč priznavanju jednakosti spolova u vrlinama i manama, autor zaključuje da žene zbog svoje "neovisnosti" ne mogu biti članice lože, jer im društveni status to onemogućava.

#### Društvo parodije
Prije pojave stvarne "ženske masonerije" u različitim oblicima u Francuskoj i nekim europskim zemljama, brojne aristokratske mješovite udruge igrale su značajnu ulogu u kulturnom i društvenom životu prosvjetiteljstva. Povijesni izvori svjedoče o postojanju tih društava koja su se okupljala pod raznim imenima i formama: kao društva za razonodu, galantne i rekreativne udruge, književne akademije, klubovi, kružoci, pa čak i parodijski redovi koji su oponašali tajne i rituale slobodnog zidarstva u duhovitim i često lascivnim izvedbama. Francuski povjesničar Yves Hivert-Messeca opisuje ta društva kao "androginim masoniformnim prostorima," naglašavajući njihovu važnost u stvaranju temelja za žensku masoneriju.
Ova mješovita društva doživjela su procvat tijekom razdoblja liberalizacije društvenih normi, procesa koji je započeo krajem vladavine Luja XIV. i intenzivirao se tijekom regentstva. Među brojnim takvim društvima, neka su dobro dokumentirana, poput Reda sreće (Ordre de la Félicité), koji je uključivao dvije različite, ali mješovite asocijacije osnovane 1740-ih godina, a koje su koristile pomorsku terminologiju u svojim obredima. Još jedan primjer je Red vitezova i nimfi ruže (Ordre des Chevaliers et Nymphes de la Rose), galantno i humoristično društvo koje se sastajalo u "hramovima ljubavi" i prakticiralo rituale inicijacije sa simboličkim putovanjima i polaganjem prisege.
S pojavom slobodnog zidarstva u Francuskoj i Europi, formirana su i mješovita društva inspirirana masonskim ložama. Neka su društva, poput Reda vitezova i dama golubice (Ordre des Chevaliers et Chevalières de la Colombe) ili Reda zelene jabuke (Ordre de la Pomme Verte), djelomično usvajala masonske oblike. Druga društva parodirala su slobodno zidarstvo, pri čemu je najpoznatiji Red mopseva (Ordre des Mopses), koji je nekoliko godina bio popularan na dvoru Fridrika II. Velikog, pod predsjedanjem njegove sestre Wilhelmine od Pruske. Tema ovog reda bila je odanost, dok je lozinka bila pseće lajanje, jer riječ Mops na njemačkom označava pasminu mopsa.

#### Masonerija posvojenja
Vidi još: Obred posvojenja
U 18. stoljeću, kada su žene aristokracije i visoke buržoazije igrale značajnu ulogu kroz brojne društvene aktivnosti, francuskim slobodnim zidarima postajalo je sve teže isključiti ih iz novog prostora društvenosti. Andersonove Konstitucije nisu izričito zabranjivale sudjelovanje žena na masonskim banketima, zabavama nakon radova, kao ni na vjerskim ceremonijama, poput onih posvećenih Sv. Ivanu ili obredima žalovanja. Osim toga, žene prisutne na tim događajima često su nazivane "sestrama". Iz tih običaja postupno se razvila "masonerija dama", koja se kasnije institucionalizirala kao "masonerija posvojenja". Ovaj oblik slobodnog zidarstva strukturirao se kroz lože i proširio prvenstveno u Francuskoj, a zatim i u drugim dijelovima Europe.
Prvi tragovi loža posvojenja u Francuskoj datiraju iz 1740-ih godina. Najraniji dokumentirani primjer dolazi iz Bordeauxa 1746. godine, gdje su zabilježene "Lože slobodnih zidarica, poznate kao sestre posvojenja". Do kraja 18. stoljeća, lože posvojenja bile su prisutne u dvije trećine pokrajina Kraljevine Francuske i često su nosile ime muških loža na koje su bile vezane.
Dana 10. lipnja 1774. godine, Veliki orijent Francuske, na svojoj osmoj skupštini, službeno je razmotrio postojanje loža posvojenja i regulirao "masoneriju dama". Međutim, ova masonerija smatrana je sporednom aktivnošću, opisana kao "radionice za razonodu" koje su se odvijale nakon ozbiljnijih masonskih sastanaka. Ova odluka izazvala je neslaganje među nekim braćom i ložama unutar nadležnosti. Unatoč institucionalnoj dominaciji muškaraca i ponižavajućem nazivu "posvojenja," lože posvojenja su se organizirale i razvile. Razvijen je poseban Obred posvojenja, temeljen na starozavjetnim tekstovima, koji se udaljavao od tradicije graditelja i viteških ideala, naglašavajući priče o heroinama, odvojenost spolova, vrlinu i dobročinstvo.
Do 1780-ih, u Francuskoj je djelovalo više od stotinu loža posvojenja. Najpoznatija među njima bila je pariška Loža "Iskrenost" (Loge La Candeur), osnovana 21. ožujka 1775. i službeno instalirana 9. svibnja pod pokroviteljstvom prvog velikog majstora Velikog orijenta Francuske, princa Louisa-Philippea, vojvode Orleanskog. Njegova sestra, vojvotkinja od Bourbona, bila je članica s titulom "velike majstorice svih loža posvojenja u Francuskoj". Loža je privlačila visoku aristokraciju i djelovala kao "matična loža," izdavajući povelje za osnivanje novih loža, te dijeleći rituale i pravila. Također je bila povezana s ložama diljem Europe i uživala određenu autonomiju.
Iako je masonerija posvojenja nastala u Francuskoj, ubrzo se proširila diljem Europe. Lože posvojenja dokumentirane su u Hamburgu u Njemačkoj, poput "Vrhovne sreće" i "Concordije", zatim u Nizozemskoj, Belgiji, Baltičkim državama, Poljskoj (gdje su igrale političku i društvenu ulogu tijekom 1760-ih), Švedskoj (prva Loža "Istinsko i stalno prijateljstvo" osnovana je u Stockholmu 1776.), te na Pirinejskom poluotoku i u Italiji. U Engleskoj je 1765. godine objavljen ritual posvojenja pod nazivom "Ženska masonerija ili masonerija posvojenja" (Women Masonry or Masonry by Adoption).

#### Egipatska masonerija
Među sustavima visokih stupnjeva slobodnog zidarstva koji su se razvijali sredinom 18. stoljeća, poseban oblik poznat kao "egipatska masonerija" stekao je značajnu ulogu, uključujući i sudjelovanje žena. Giuseppe Balsamo, poznatiji kao Cagliostro, osnovao je 1778. godine u Hagu mješovitu Ložu "Neraskidiva" (Loge L'Indissoluble), gdje su žene inicirane u različite stupnjeve ove prve egipatske masonerije. Vođenje lože povjerio je svojoj supruzi Lorenzi Feliciani, poznatoj kao Serafina, koja je postala velika majstorica.
Tijekom svojih putovanja, Cagliostro je nastavio osnivati slične lože, uključujući jednu u Mitau (današnja Jelgava, Latvija) 1779. godine. Godine 1785. Serafina je osnovala Ložu posvojenja "Izida" (Isis), koja je djelovala pod pokroviteljstvom jednog od egipatskih masonskih ateljea što ih je ranije stvorio Cagliostro. Prilikom osnivanja ove lože, Serafina je inicirala 36 žena iz visoke pariške buržoazije. Ova liberalna loža posvojenja, unatoč entuzijazmu, trajala je kratko. Zbog skandala povezanog s aferom kraljičina ogrlice, supružnici Balsamo napustili su Pariz i preselili se u Bruxelles.

### 19. stoljeće

#### Pad loža posvojenja i nova restrikcija
Nakon Francuske revolucije, Veliki orijent Francuske bio je sveden na samo 18 loža, od kojih su tri djelovale u Parizu. Obnova francuskog slobodnog zidarstva započela je tek 1799. godine. Prvi sastanci loža posvojenja ponovno su se održavali nakon 1798., a 28. veljače 1800. godine pariška Loža "Prijateljstvo" (Loge De l'amitié) organizirala je sastanak pod predsjedanjem Alexandrea Roëttiersa de Montaleaua, tadašnjeg velikog majstora Velikog orijenta Francuske. Na tom su događaju sudjelovale više od 80 članica.
Tijekom ranog 19. stoljeća, masonerija posvojenja bilo je nazočno uglavnom u Parizu, osobito tijekom razdoblja Prvog Carstva. Međutim, u nefrancuskim europskim zemljama lože posvojenja bile su zabranjene jer su se smatrale previše "francuskima", a inicijacija žena je prestala. Nakon Napoleonovih abdikacija i političkih previranja, masonerija posvojenja doživjela je značajan pad, a od 1830. godine počinje njezin postupni nestanak. Do 1850. godine, masonske lože sve su češće isključivale žene, unatoč naporima pojedinih članova, poput Jean-Pierrea Simona Boubéea, koji je pokušao oživjeti duh loža posvojenja iz 18. stoljeća. Kasnije izmjene obreda i ceremonija pretvorile su okupljanja u obične društvene sastanke na kojima su žene bile tek povremeno prisutne, često zajedno s djecom, čime je masonerija dama polako prestala postojati.
Unatoč opadanju masonerije posvojenja, pokušaji očuvanja aktivnog ženske slobodnog zidarstva nastavili su se kroz egipatsko slobodno zidarstvo, Obred Mizraima. Braća Bedarride, časnici carske vojske, osnovali su u Parizu 1819. godine Vrhovno opće vijeće Mizraima (Suprême Conseil général de Misraïm) i osnovali nekoliko loža koje su uključivale i masoneriju posvojenja. U duhu egipatske tradicije Cagliostra, 29. siječnja 1819. održana je sjednica mješovite lože. No, obedijencija je raspuštena 1823. godine odlukom pariškog suda zbog sumnji na povezanost s bonapartizmom i republikanskim idejama.
Postupno nestajanje posvojenja usvajanja ponovno je otvorilo rasprave o tome trebaju li žene biti ravnopravno uključene u slobodno zidarstvo. Debata se vodila u ložama i masonskom tisku, kako u provinciji, tako i u glavnom gradu. Jedan od istaknutih zagovornika ravnopravnosti bio je Léon Richer, novinar, slobodni zidar i starješina pariške Lože "Mars i umjetnost" (Loge Mars et les Arts). U pismu objavljenom u časopisu Le Monde Maçonnique 22. rujna 1864., odbacio je antifeminističke argumente kojima se opravdavalo isključivanje žena i zaključio:

#### Mješovito slobodno zidarstvo
Godine 1880., dvanaest loža napustilo je Veliku središnju ložu Vrhovnog vijeća Francuske i osnovalo novu veliku ložu pod nazivom Velika simbolička škotska loža (Grande Loge Symbolique Écossaise, GLSE), koja je uspostavljena 8. ožujka. Veliki orijent Francuske priznao je ovu novu liberalno orijentiranu veliku ložu u rujnu iste godine. Nekoliko loža unutar GLSE-a zagovaralo je inicijaciju žena i nastojalo uključiti tu mogućnost u statute velike lože, no Statut donesen 24. kolovoza 1880. nije predviđao primanje žena.
Jedina loža koja se usprotivila ovom ograničenju bila je Loža "Slobodni mislioci" (Loge Les Libres Penseurs) iz Pecqa. Pod vodstvom Alphonsea Houbrona i uz prisustvo Georgesa Martina, 14. siječnja 1882. loža je, prema pravilima Drevnog i prihvaćenog škotskog obreda, inicirala Mariju Deraismes, poznatu novinarku i feminističku aktivisticu. Deraismes je postala prva Francuskinja primljena u mušku masonsku ložu. Međutim, ova inicijacija izazvala je velike kontroverze unutar masonskih krugova, što je dovelo do zahtjeva petnaest članova lože za povratak u GLSE 1884. godine. Maria Deraismes ostala je slobodna zidarica bez lože gotovo dvanaest godina.
Georges Martin, vođen humanističkim i feminističkim uvjerenjima, nastavio je zagovarati ravnopravnu inicijaciju žena u slobodno zidarstvo. U siječnju 1890. predložio je osnivanje eksperimentalne mješovite lože pod nazivom "Prava žena" (Droit des Femmes), no izvršno vijeće GLSE-a službeno je odbilo taj prijedlog. Zajedno s Marijom Deraismes, Martin je pokrenuo inicijativu za stvaranje neovisne strukture za primanje žena u slobodno zidarstvo.
Dana 14. ožujka 1893., nakon niza pripremnih sastanaka, održana je prva ceremonija koja je dovela do osnivanja nove obedijencije. Na toj ceremoniji Maria Deraismes inicirala je šesnaest žena u stupnjeve učenika, pomoćnika i majstora. Sve su bile predane borbi za emancipaciju i obranu republikanskih vrijednosti. Georges Martin bio je simbolički povezan s ovom "divljom" ženskom ložom, koja je time postala mješovita. Dana 4. travnja 1893., zajedno sa šesnaest sestara, osnovana je prva svjetska mješovita nadležnost pod nazivom Velika simbolička škotska loža "Ljudsko pravo" (Grande Loge Symbolique Écossaise Le Droit Humain, GLSE-DH). Maria Deraismes izabrana je za prvu predsjednicu ove nadležnosti, koja je bila otvorena za sve ljude, bez obzira na rasu, spol ili religiju.
Maria Deraismes umrla je 1894. godine, ostavivši vodstvo obedijencije svojoj sestri Anni Ferresse-Deraismes, koja je godinu kasnije povjerila dužnost Georgesu Martinu. Između 1895. i 1896. osnovano je pet loža Ljudskog prava (Le Droit Humain), uključujući jednu u Zürichu. Obedijencija je privukla oko pedeset novih članova, uglavnom žena aktivnih u pokretima za emancipaciju.
Le Droit Humain nastavilo je širiti svoj utjecaj i postalo priznato u međunarodnim slobodnozidarskim krugovima. U međuvremenu, GLSE, iz koje je Le Droit Humain proizašao, pridružila se Velikoj loži Francuske 1896. godine. Dvije lože koje su se protivile ovom spajanju nastavile su djelovati pod nazivom Velika simbolička škotska loža – mješovita i očuvana (GLSE – Mixte et Maintenue), no njihovo postojanje bilo je kratkog vijeka (1897. – 1911.). Ova velika loža privukla je feministkinje i libertarijance poput Madeleine Pelletier i Louise Michel te se snažno uključila u društvene i građanske borbe svog vremena.

#### Iniciranje i primanja žena u Europi
U Italiji tijekom 1860-ih godina, masonerija posvojenja i dalje je primala žene. Povijesni dokumenti potvrđuju inicijaciju žena u muškim ložama, osobito unutar Velikog orijenta Italije, kojim je od 1864. predsjedao Giuseppe Garibaldi. Među iniciranima ističe se princeza Maria Lascaris di Ventimiglia, koja je primljena u slobodno zidarstvo "kao muškarac". Garibaldi je osobno uručivao masonske diplome ženama, priznajući njihov status u bratstvu. Međutim, 1879. godine Veliki orijent je odlučio isključiti žene iz svojih redova, formalizirajući njihovu neprihvatljivost.
U Španjolskoj, unatoč progonima i zabranama, slobodno zidarstvo doživjelo je snažan razvoj nakon legalizacije 1868. godine. Tijekom sljedećih trideset godina osnovano je dvadesetak obedijencija s ukupno oko 1.700 loža. U tom razdoblju inicirano je gotovo tisuću žena, raspoređenih u 180 loža. Često su primane "kao muškarci", što je mnoge lože de facto učinilo mješovitima. Brojne inicijacije odvijale su se između 1871. i 1898. godine, pri čemu su sestre ponekad osnivale lože posvojenja ili ostajale unutar mješovitih loža, gdje su ponekad obnašale vodeće dužnosti. Ipak, obedijencije poput Velikog nacionalnog orijenta Španjolske pokušavale su usporiti ovaj pokret, donoseći restriktivne propise 1891. godine.
U Ugarskoj inicijacija žena izazvala je ozbiljne polemike i sankcije. Grofica Ilona Hadik-Barkóczy primljena 1875. godine je u mušku Ložu "Jednakost" (mađa. Egyenlőség páholy) u Užgorodu. Njezinu inicijaciju podržao je veliki majstor Velike lože Ivanovskog reda Ugarske, Ferenc Pulszky. Međutim, Veliki orijent Ugarske, jedna od dviju nacionalnih obedijencija, osudio je ovu inicijaciju. Savezno vijeće Velikog orijenta proglasilo je inicijaciju grofice nevažećom i isključilo ili suspendiralo više braće. Ova odluka izazvala je kontroverze u masonskim krugovima pa je tako francuska publikacija Le Monde Maçonnique ustvrdila je da je masonski status stečen u trenutku inicijacije i ne može biti poništen.

### 20. stoljeće

#### Priznavanje i međunarodna ekspanzija mješovite masonerije
Proces priznanja mješovitog slobodnog zidarstva Reda "Le Droit Humain", ključan za njegovu održivost i širenje, suočio se s mnogim izazovima u prvom kvartalu 20. stoljeća. Osnivanje Vrhovnog općeg mješovitog vijeća za upravljanje stupnjevima Drevnog i prihvaćenog škotskog obreda, koje je inicirao Georges Martin, ostvareno je uz diskretnu pomoć feminista i slobodnog zidara Josepha Décembra, nositelja 33. stupnja Škotskog reda. Ova struktura omogućila je Redu "Le Droit Humain" da se etablira kao međunarodna masonska sila, pružajući svojim članovima priliku za napredovanje kroz sve masonske stupnjeve unutar iste obedijencije. Time je Red dobio stabilniju strukturu, a lože, koje su od osnutka Reda bilježile stagnaciju, ponovno su oživjele. Dana 11. svibnja 1901. godine, Međunarodni red slobodnog zidarstva za muškarce i žene "Le Droit Humain" objavio je svoju konstituciju, čime je postao centralno tijelo za izdavanje osnivačkih povelja.
Dolazak ove nove mješovite obedijencije u Francusku naišao je na negativne reakcije. Nakon brojnih rasprava o mogućnosti primanja žena, koje su redovito izazivale podjele u povijesnim obedijencijama, Veliki orijent Francuske priznao je Le Droit Humain i uspostavio prijateljske odnose tek 1921. godine. Velika loža Francuske, koja je održavala distancirane odnose s Le Droit Humain-om, reagirala je na njegov nastanak 1901. godine reaktiviranjem svojih loža posvojenja, što je dodatno pogoršalo odnose između dviju obedijencija.
Unatoč otporu u Francuskoj, Le Droit Humain doživjelo je značajan uspjeh u inozemstvu. Njegova međunarodna ekspanzija omogućila je ženama pristup mješovitom slobodnom zidarstvu, poznatom u anglosaksonskom svijetu kao komasonerija. Nacionalne federacije loža i samostalne lože osnovane su u zemljama poput Ujedinjenog Kraljevstva, Sjedinjenih Američkih Država, Belgije, Nizozemske, Brazila i Finske.
Posebno su značajne bile federacije pod vodstvom Louisa Goazioua u Sjedinjenim Državama i Annie Besant u Britanskom Carstvu. Ove su federacije postale najdinamičnije i najvažnije početkom 20. stoljeća. Američka federacija imala je između 1914. i 1917. oko 8.000 članova, dok je Britanska federacija brojila približno 2.000 članova. Prije Prvog svjetskog rata Le Droit Humain imalo je između 12.000 i 14.000 članova u 500 mješovitih loža diljem svijeta, no u Francuskoj je djelovalo samo 20 loža s ukupno oko 1.000 članova.
U Zagrebu je 23. siječnja 1932. godine utemeljena prva mješovita loža u Hrvatskoj, Loža "Pitagora", pod zaštitom Reda Le Droit Humain. Tri godine kasnije, utemeljena je još jedna mješovita Loža "Humanitas" u Zagrebu. U ove dvije lože radilo je više od pedeset članova i djelovale su u Zagreb do 1939. godine.

#### Kraj masonerije posvojenja
Godine 1901., Velika loža Francuske reaktivirala je lože posvojenja, no u početku su samo dvije lože, "Novi Jeruzalem" (Loge La Nouvelle Jérusalem) i "Slobodno ispitivanje" (Loge Le Libre Examen), imale masonsku aktivnost, često surađujući na simboličkim radovima. Do kraja Prvog svjetskog rata, kada francusko slobodno zidarstvo ponovno započinje s radom, lože posvojenja Velike lože Francuske također obnavljaju svoju djelatnost. Od 100 članica iniciranih prije rata ostalo ih je manje od 50. Tijekom sastanka u travnju pojavljuje se pojam "ženske lože" kao sinonim za lože posvojenja. Na konferenciji o "masonskom feminizmu" pokrenuto je i pitanje prijema žena u slobodno zidarstvo.
Na skupštini Velike lože Francuske 1920. godine prihvaćen je princip prijema žena u slobodno zidarstvo, no ta je odluka podložena raspravi na svjetskom konventu velikih loža. Međutim, odgovor Međunarodne masonske asocijacije, čiji su članovi isključivo muškarci, bio je negativan, unatoč podršci portugalskih i španjolskih velikih loža. Godine 1927., skupština Velike lože Francuske odbija priznati Le Droit Humain, smatrajući ga previše progresivnim. Razvoj loža posvojenja unutar Velike lože Francuske bio je spor; od 1901. do 1936. osnovano je samo jedanaest loža, od kojih su neke imale kratkotrajno postojanje. Istodobno, Velika loža Francuske se počela udaljavati od svojih loža posvojenja, nastojeći postići priznanje od Ujedinjene velike lože Engleske koja je 1929. godine uspostavila vlastite kriterije regularnosti, temeljeći ih na Andersonovim Konstitucijama, koje strogo zabranjuju prijem žena.
Godine 1934., Velika loža Francuske je predložila svojim ložama posvojenja da postanu autonomne ili čak neovisne obedijencije, tvrdeći da će to biti u njihovom "najboljem interesu". Članice su tu inicijativu doživjele kao pokušaj isključenja i snažno su joj se usprotivile. Zbog nepovoljnih uvjeta za osnivanje neovisne ženske velike lože, prijedlog je odbijen. No, već 1935. godine skupština Velike lože Francuske, bez konzultacija s članicama, odlučuje dodijeliti autonomiju ložama usvajanja i potaknuti ih na stvaranje neovisnog ženskog slobodnog zidarstva masonerije. Paradoksalno, takva velika loža ne bi bila priznata kao regularna prema kriterijima koje je Velika loža Francuske nastojala ispuniti.
Do 1936. godine, ostalo je samo osam loža posvojenja sa 300 članica, dok je Le Droit Humain brojao 2.000 žena slobodnih zidarica. Većina članica iz loža posvojenja smatrala je da rituali posvojenja nemaju pravu slobodnozidarsku vrijednost. Unatoč nepovoljnim okolnostima, članice su radile na stvaranju neovisne ženske masonerije, koja bi se zalagala za ravnopravnost s muškarcima, ali bez mješovitih loža. Drugi svjetski rat i pad Treće Francuske Republike donijeli su zabranu slobodnog zidarstva od strane Višijskog režima u kolovozu 1940. godine. Tijekom progona slobodnih zidara, bez obzira na spol, mnogi su slobodni zidari, muškarci i žene, pretrpjeli represiju i stradali.

#### Žensko slobodno zidarstvo
Nakon završetka Drugog svjetskog rata, slobodno zidarke Anne-Marie Gentily, Suzanne Galland i Germain Rheal zatražile su od novoaktivirane Velike lože Francuske obnovu loža posvojenja. Međutim, zbog želje Velike lože Francuske za priznanjem od Ujedinjene velike lože Engleske, koja je strogo isključivala žene iz slobodnog zidarstva, slobodne zidarice su pozvane na strpljenje dok se ne donesu nove odluke. Shvaćajući da će lože posvojenja uskoro biti eliminirane, nekoliko članica osnovalo je "povjerenstvo za obnovu." Od osam predratnih loža, samo pet ih je moglo ponovno početi s radom. Rat je odnio živote gotovo dvije trećine članica, a nakon detaljne provjere preživjelih, 91 sestra ponovno je primljena u obnovljene lože.
Dana 21. listopada 1945., održana je prva generalna skupština Ženske masonske unije Francuske pod predsjedanjem Anne-Marie Gentily. Na skupštini 30. siječnja 1946. Gentily je izabrana za prvu veliku majstoricu. U svom inauguracijskom govoru naglasila je važnost očuvanja povijesnog Obreda posvojenja, dok je istovremeno pozvala na stvaranje neovisne, liberalne ženske masonerije otvorene za sve rasprave i napredne ideje.
Godine 1952., na godišnjoj skupštini, članice su odlučile promijeniti naziv organizacije, zamijenivši ime nametnuto od strane Velike lože Francuske. Nova velika loža postala je poznata kao Velika ženska loža Francuske, jasno označavajući svoj status neovisne ženske masonske organizacije. Do 1953. godine osnovale su humanitarnu organizaciju Škotska ženska solidarnost Francuske (Solidarité Écossaise Féminine de France), a broj članica dosegnuo je brojku iz predratnog razdoblja, približno 300 slobodnih zidarica.
Godine 1955., neke članice izrazile su nezadovoljstvo Obredom posvojenja, smatrajući ga zastarjelim, te su predložile prelazak na Drevni i prihvaćeni škotski obred, koji je bolje odražavao univerzalni duh slobodnog zidarstva. Rasprave su trajale nekoliko godina, a 1957. osnovana je povjerenstvo za procjenu vrijednosti obreda. Politički razlozi također su potaknuli ovaj prijelaz, omogućujući ženama da biraju između mješovitog zidarstva (Le Droit Humain) i neovisne ženske masonerije (Velika ženska loža Francuske), uz jednak masonski put.
Godine 1959., Velika ženska loža Francuske je usvojila Drevni i prihvaćeni škotski obred, što je dovelo do odlaska nekih članica koje su nastavile raditi s Obredom posvojenja u neovisnoj Loži "Kosmos". Ta loža ponovno je integrirana 1977. godine i ostaje jedina loža na svijetu koja još uvijek prakticira ovaj obred.
Tijekom 1970-ih, Velika ženska loža Francuske je uvela visoke stupnjeve, dobila pravo prakticiranja Francuskog obreda od Velikog orijenta Francuske 1972. godine, te integrirala Ispravljeni škotski obred 1975. godine. Velika ženska loža je također otvorila vrata suradnji s drugim liberalnim i mješovitim velikim ložama.
Godine 1982. kako bi se ojačala suradnja između Velike ženske lože Francuske i Velike ženske lože Belgije osnovan je CLIMAF, međunarodni savez za zajedničko djelovanje ženskog slobodnog zidarstva.
Unatoč povijesnoj opoziciji mnogih velikih loža i dijela slobodnih zidara, žensko slobodno zidarstvo postalo je važan faktor u borbi za emancipaciju. Do kraja razdoblja trideset slavnih godina Francuske, tri do četiri tisuće slobodnih zidarica bile su aktivne u feminističkim pokretima, usmjerenima na obrazovanje, seksualnu autonomiju i ravnopravnost na radnom mjestu.

### 21. stoljeće

#### Ženski masonski ambijent
U 2015. godini žene su činile samo 3% članstva u slobodnom zidarstvu, isključujući članice paramaonskih redova u angloameričkim zemljama. Porast broja žena u slobodnom zidarstvu uglavnom je povezan s razvojem povijesnih mješovitih i ženskih velikih loža, poput Le Droit Humain-a i Velike ženske lože Francuske. Ove obedijencije djeluju isključivo unutar liberalne masonerije, dok Velika ženska loža za Memfis-Mizraim, osnovana 1965. godine u Francuskoj, dopunjuje ponudu inicijacijskih redova povezanih s egipatskim obredima. Iako manja, s približno tisuću članica, ova velika loža ostaje stabilna. Francusko govorno područje u Europi doživjelo je najveći razvoj ženske masonerije krajem 20. stoljeća, dok se taj rast stabilizirao početkom 21. stoljeća. U Francuskoj je 2015. godine bilo približno 32.000 žena i 138.000 muškaraca slobodnih zidara. Belgija također bilježi značajnu prisutnost žena u ložama, s oko 6.000 članica naspram 14.000 muških slobodnih zidara.
Veliki orijent Francuske odlučio je 2010. godine omogućiti svojim ložama slobodu primanja članova bez obzira na spol. Do 2014. godine u Velikom orijentu bilo je nešto više od 1.000 žena, dok ih je 2017. bilo preko 2.900, no taj broj nije značajno utjecao na ukupnu sliku ženske masonerije u Francuskoj.
Godine 2010. ženske velike lože s Američkog kontinenta udružile su se u Američku federaciju ženskog slobodnog zidarstva (FAMAF).
Na globalnoj razini, mješovito i žensko slobodno zidarstvo razvija se sporije, ali kontinuirano od svojih početaka. Često je to rezultat podrške mješovitih ili ženskih obedijencija iz Francuske. U Velikoj Britaniji postoji oko 10.000 žena raspoređenih u pet mješovitih ili ženskih obedijencija, od kojih je najistaknutiji Red slobodnih zidarica, koji se odvojio od  Le Droit Humain-a 1908. godine i postao isključivo ženska velika loža 1935. godine. U zemljama poput Njemačke, Italije i Islanda žene čine između 5% i 15% ukupnog članstva lokalnog slobodnog zidarstva.
Regularne velike lože ne priznaju formalno nijednu veliku ložu koja prima žene. Ipak, u mnogim zemljama postoje neformalne veze i povremene suradnje. Na primjer, Ujedinjena velika loža Engleske od ožujka 1999. godine priznaje da određene ženske i mješovite lože pripadaju slobodnom zidarstvu, iako ih službeno ne priznaje niti dopušta međusobne posjete.
Prva isključivo ženska loža u Hrvatskoj, Loža "Uzorita", osnovana je 2. travnja 2022. godine u Zagrebu pod okriljem Velike ženske lože Francuske.
Dana 12. lipnja 2024. godine Ujedinjena velika loža Engleske, Red slobodnih zidarica i Časno bratstvo drevnih slobodnih zidara (Slobodno zidarstvo za žene) formirali su Vijeće za slobodno zidarstvo Engleske i Walesa (Council for Freemasonry in England and Wales) s ciljem uspostave službene suradnje između muških i ženskih velikih loža zadržavajući svoju eksluzivnost.

#### Mješoviti ili ženski paramasonski red
U Sjedinjenim Američkim Državama i Kanadi žene obično ne postaju članice tradicionalnih masonskih loža, već se pridružuju paramaonskim udrugama poznatim kao "prijateljski redovi". Te udruge imaju vlastite tradicije i rituale, a najpoznatija među njima je Red istočne zvijezde (Order of the Eastern Star). Ove organizacije surađuju s tradicionalnim masonskim ložama, ali djeluju neovisno. Red istočne zvijezde osnovao je Robert Morris, slobodni zidar iz Bostona, 1830. godine, te ga preustrojio 1855. godine. Prvotno je bio poznat pod nazivom Američki obred posvojenja (American Adoptive Rite). Ovaj red, inspiriran slobodnim zidarima, bio je namijenjen ženama koje su morale biti kćeri, udovice, supruge, sestre ili majke slobodnih zidara. Članice, poznate kao sestre, okupljene su u kapitelima (ekvivalent loži) i prakticiraju ritual zasnovan na Bibliji, podijeljen u pet stupnjeva, koji nije povezan s tradicionalnim slobodnim zidarstvom. Danas, u 21. stoljeću, Red istočne zvijezde ima više od 14.000 kapitela kojima upravlja Veliki kapitel osnovan 1876. godine. Kao i u nekadašnjoj europskoj masoneriji posvojenja, kapitelima zajednički predsjedaju muškarac i žena.

## Predstavnici
Među predstavnicima isključivo ženskih velikih loža, između ostalih, su:
- Velika ženska loža Belgije (CLIMAF)
- Velika ženska loža Bugarske (CLIMAF)
- Časno bratstvo drevnih slobodnih zidara (Slobodno zidarstvo za žene)
- Velika ženska loža Francuske (CLIMAF)
- Velika ženska masonska loža Italije (CLIMAF)
- Velika ženska loža Njemačke (CLIMAF)
- Velika ženska loža Portugala (CLIMAF)
- Velika ženska loža Srbije (CLIMAF*)
- Velika ženska loža Španjolske (CLIMAF)
- Velika ženska loža Švicarske (CLIMAF)
- Velika ženska loža Turske (CLIMAF)
- Red slobodnih zidarica